# Markus Brüdigam
Markus Brüdigam (* 7. April 1986 in Aschaffenburg) ist ein deutscher Fußballspieler.

## Karriere
Der gebürtige Aschaffenburger kam über die DJK Aschaffenburg bereits in jungen Jahren zum Traditionsclub Viktoria Aschaffenburg, wo Brüdigam 2005 von der U19 in die erste Mannschaft gezogen wurde. Dort war Brüdigam drei Jahre in der Oberliga Hessen am Ball und verfehlte 2006/07 den Aufstieg in die drittklassige Regionalliga als Zweitplatzierter hinter dem FSV Frankfurt nur knapp, im darauffolgenden Jahr reichte unter Trainer Andreas Möller der dritte Platz, um mit Aschaffenburg in die viertklassige Regionalliga aufzusteigen – Meister dieser Oberliga Hessen 2007/08 und damit Mitaufsteiger war der SV Darmstadt 98.
2008/09 konnten sowohl Aschaffenburg als auch Darmstadt die Klasse sportlich halten, doch die Viktoria musste finanziell bedingt den Abstieg hinnehmen und zog sich in die Hessenliga zurück. So wechselte Brüdigam zur Saison 2009/10 zum SV Darmstadt 98 und avancierte zur Stammkraft in der Abwehr. In der Regionalligasaison 2010/11, an dessen Ende der Aufstieg in die 3. Liga gelang, trug Brüdigam in der entscheidenden Schlussphase der Saison sogar die Kapitänsbinde, da der etatmäßige Spielführer Boris Kolb ein ums andere Mal auf die Bank verwiesen wurde.
Markus Brüdigam blieb den Lilien auch in der 3. Liga treu und absolvierte am 2. August 2011 sein erstes Drittligaspiel. Nach 11 Einsätzen in der Drittklassigkeit für den SV98 kehrte Brüdigam zur Saison 2012/13 zum Regionalligisten Viktoria Aschaffenburg zurück. Mit der Viktoria stieg er 2014 in die Oberliga ab. Zur Saison 2014/15 wechselte er in die Verbandsliga Hessen zum SC Hessen Dreieich, mit dem er den Aufstieg in die Hessenliga feierte. 2016 verließ er den Verein nach zwei Jahren und beendete seine Profikarriere. Seit Sommer 2016 spielt er im Amateurbereich beim DJK Hain in der Kreisliga.